# Narodni list (Zagreb, 1936.)
Narodni list hrvatske su dnevne novine koje su izlazile 1936. u Zagrebu.
Uređivao ih je Ivan Flod.